# Eixlberg
Eixlberg ist ein Ortsteil der Stadt Pfreimd im Oberpfälzer Landkreis Schwandorf (Bayern).

## Geografie
Eixlberg liegt 700 Meter östlich der Bundesautobahn 6, 2 Kilometer südwestlich der Bundesautobahn 93 und ungefähr 1,6 Kilometer westlich von Pfreimd. Eixlberg liegt auf dem gleichnamigen Berg. 600 Meter westlich von Eixlberg, am Fuß des Eixlberges fließt der Döllnitzbach nach Süden und mündet 850 Meter südwestlich von Eixlberg in den Kulmbach. Der Kulmbach entspringt am Osthang des 626 Meter hohen Kulm, fließt Richtung Osten und mündet bei Pfreimd in die Naab.

## Geschichte
Auf dem Eixlberg (auch: Eyxlberg, Eixelberg) wurde 1342 von Landgraf Ulrich II. von Leuchtenberg zu Ehren der heiligen Barbara von Nikomedien, Schutzheilige der Bergleute, eine Kapelle erbaut. Es entwickelte sich eine Wallfahrt zu dieser Kapelle. Dieses Datum ist nicht urkundlich gesichert.
1459 gewährte Kaiser Friedrich III. dem Landgrafen von Leuchtenberg und seinen Erben das Privileg, am Eixlberg Bergwerke zu unterhalten und nach Erz zu graben. Daraufhin wurden am Eixlberg und seiner Umgebung Erzgruben angelegt. 1517 erteilte Landgraf Johann seinem Stadtrichter Sigmund Strauß, dem Münzmeister Hermann Plech und dem Pfreimder Bürger Georg Kessler das Recht, die Fundgrube im Unser-Lieben-Frauen-Holz und die Fundgrube unter dem Kinzelberg auszubeuten. Die Bergwerke lieferten Roherz an den Eisenhammer in Pfreimd.
Vielleicht wurde die Barbarakapelle auf dem Eixlberg auch erst zu dieser Zeit von den Bergleuten errichtet. Erstmals urkundlich erwähnt wird sie 1592. In diesem Jahr fand eine Prozession von Pfreimd zur Kapelle auf dem Eixlberg statt.
Aus dem Jahr 1601 gibt es ein Schreiben des Pfreimder Pater Guardian Molitor an den Landgrafen Georg Ludwig. Molitor war der erste Priester des im Jahr 1600 vollendeten Pfreimder Franziskanerklosters. In diesem Schreiben bittet Molitor ihm die Predigten bei den Prozessionen zum Eixlberg zu übertragen. Er wolle dabei den Gläubigen die großen Unterschiede zwischen der katholischen und der lutherischen und der calvinistischen Lehre erklären.
1621 fielen im Zuge des Dreißigjährigen Krieges 1621 Mansfeldische Truppen in Pfreimd ein. Sie plünderten die Barbarakapelle auf dem Eixlberg und brannten sie nieder. Bis zum Jahr 1625 wurde das Barbarakirchlein wieder aufgebaut und bekam 1647 von Herzog Albrecht VI. zwei Glocken.
1670 bis 1671 ließ Herzog Maximilian Philipp östlich der Barbarakapelle eine Loretokapelle errichten. Baumeister war Zacharias Amode aus Pfreimd. Seine Besoldung betrug 65 Gulden.
In den Notzeiten des Dreißigjährigen Krieges pilgerten sehr viele Gläubige auf den Eixlberg, so dass die beiden Kapellen für die zahlreichen Besucher nicht mehr ausreichten. Deshalb beschloss Herzog Maximilian Philipp 1696, die Barbarakapelle vergrößern zu lassen.
Für die Erweiterung sandte der Amberger Baumeister Wolfgang Dientzenhofer einen Plan und einen Kostenvoranschlag über 5030 Gulden ein. Dieser wurde jedoch nicht berücksichtigt, sondern der Maurermeister Johann Meier aus Neustadt an der Waldnaab erhielt den Auftrag. Der Bau wurde 1701 fertiggestellt und kostete 6352 Gulden. 1721 wurden ein prächtiger Hochaltar und zwei Seitenaltäre hinzugefügt. Die Kirche wurde 1711 durch Weihbischof Albert Ernst von Wartenberg eingeweiht.

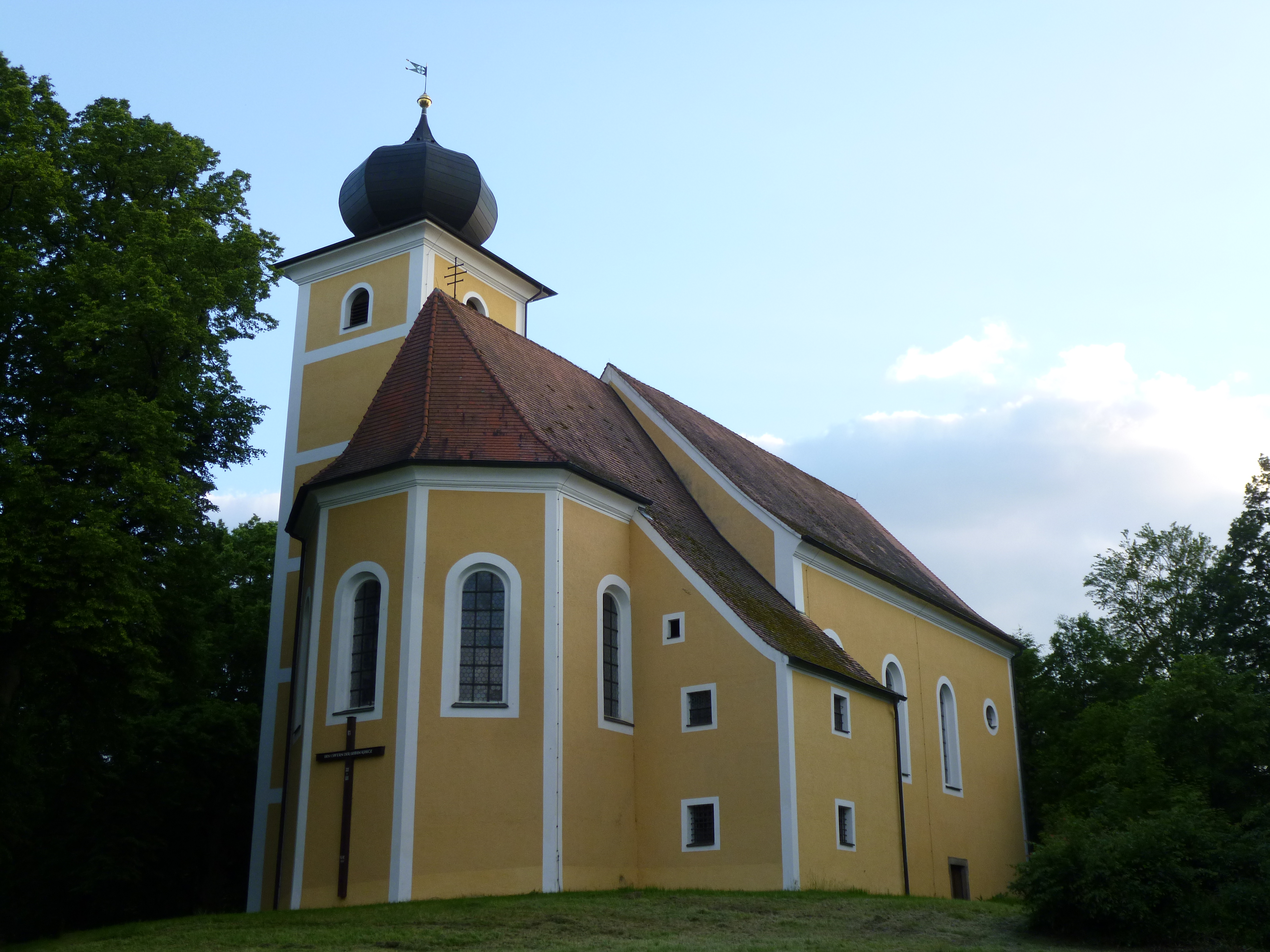
Wallfahrtskirche St. Barbara
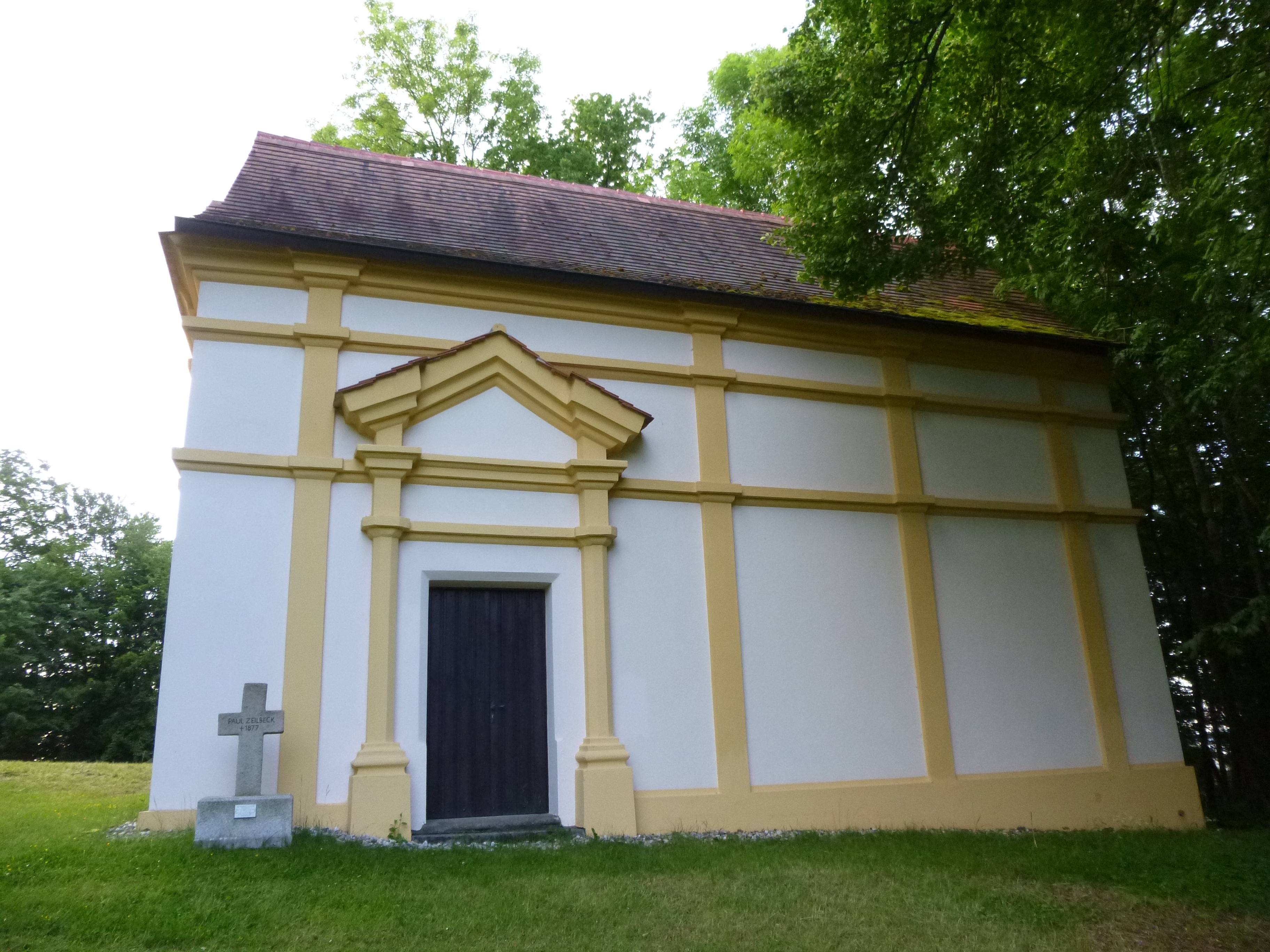
Eixlberg Loretokapelle
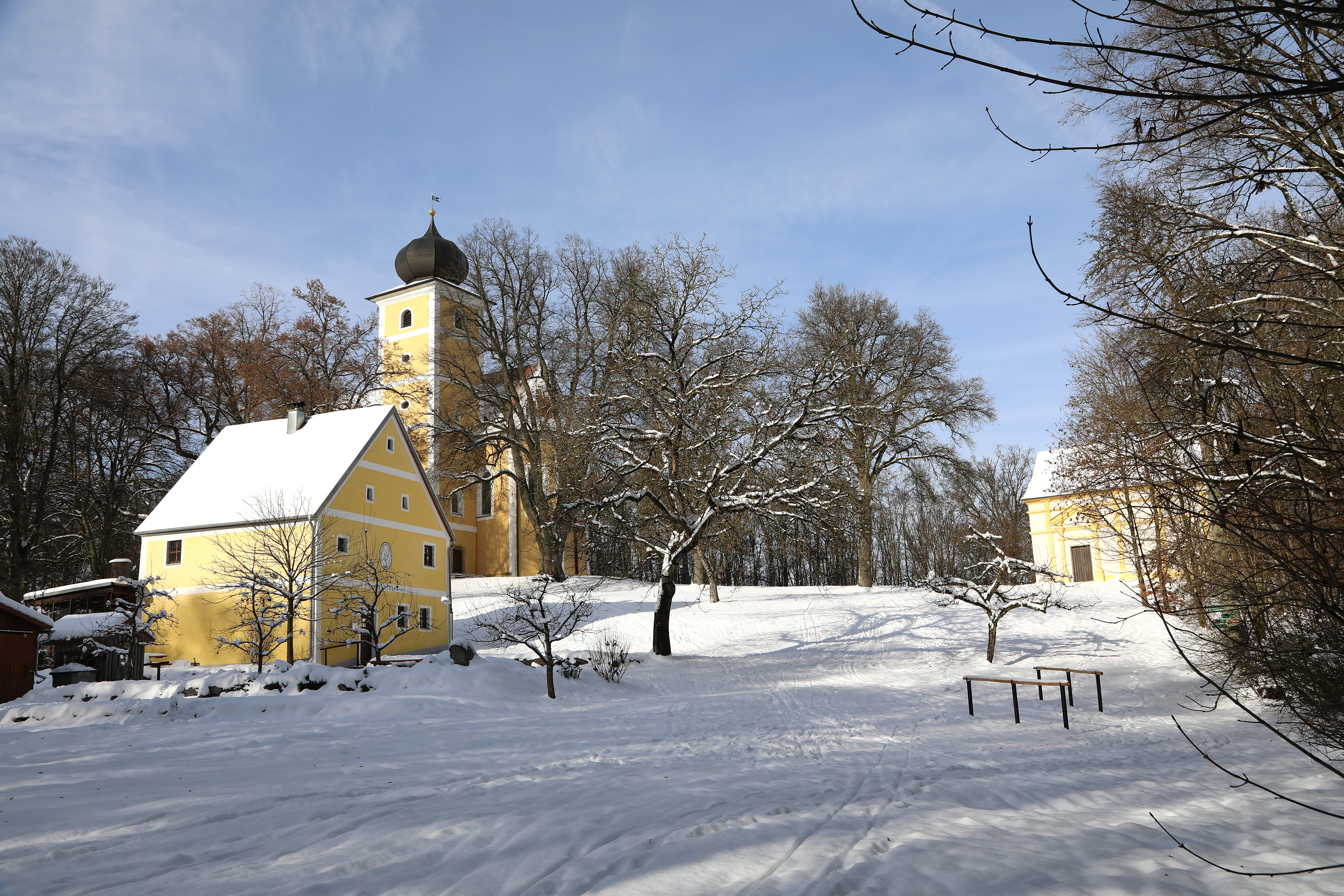
Emmausklause, Kirche St. Barbara, Lorettokapelle
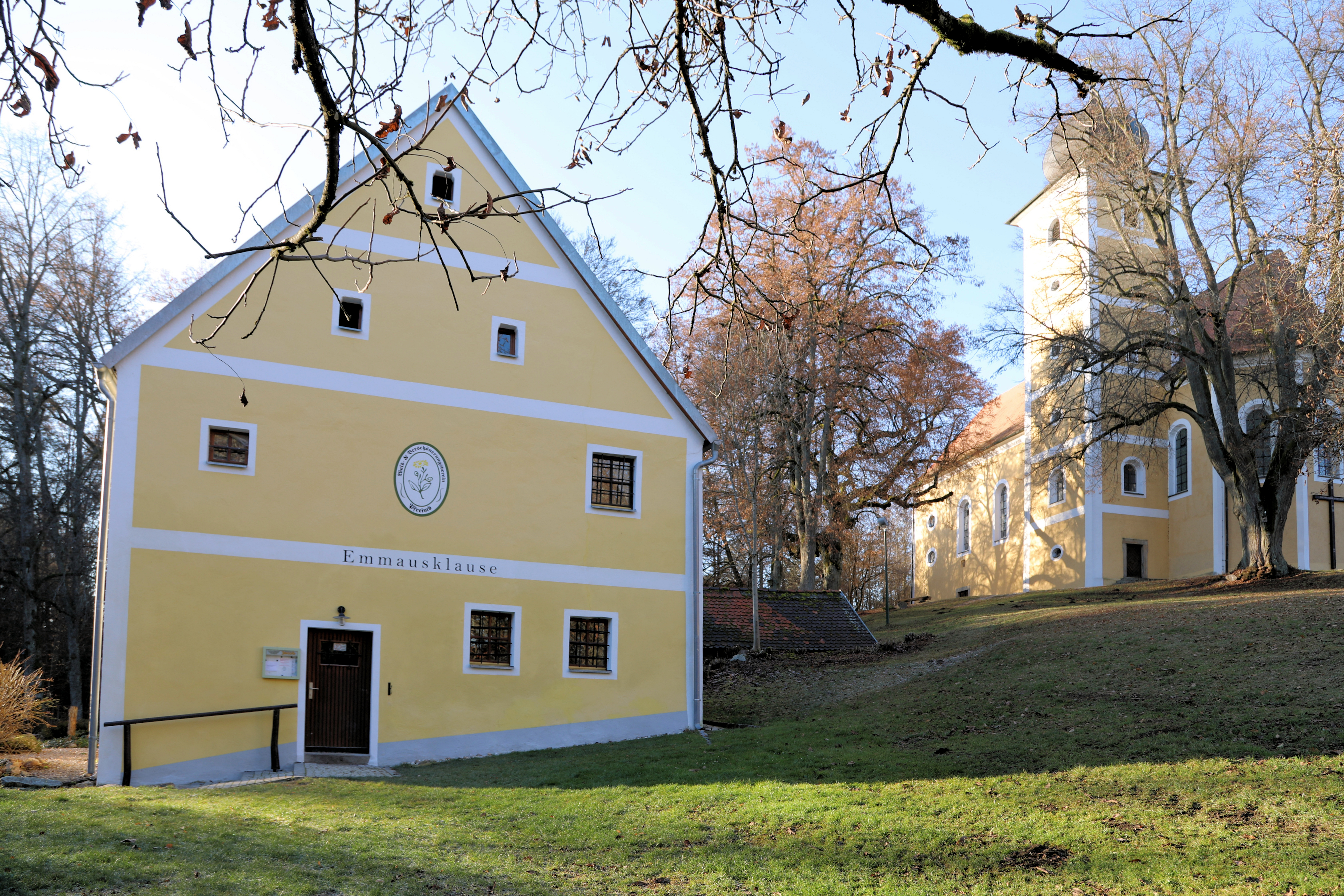
Emmausklause
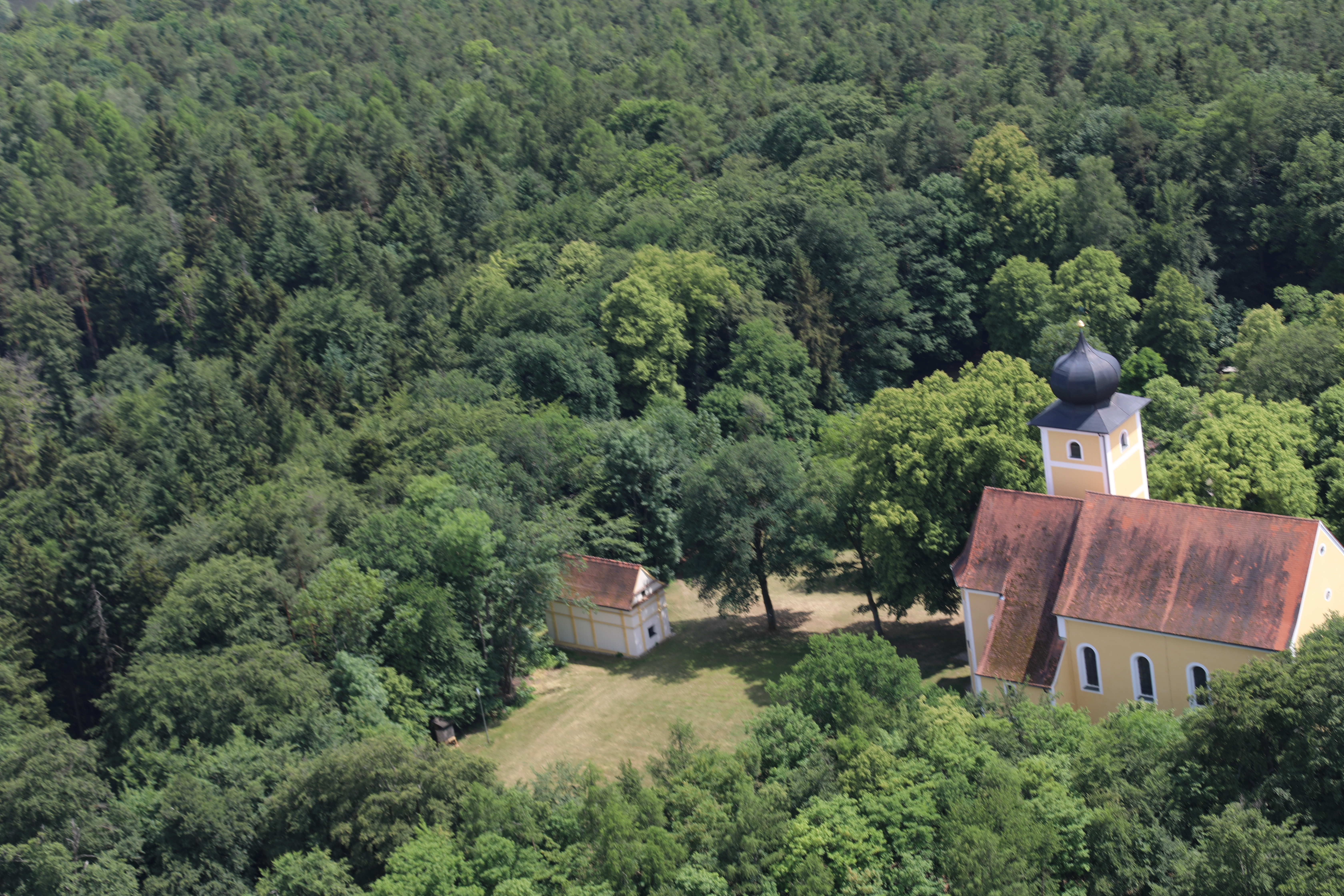
Wallfahrtskirche St. Barbara

1808 begann in Folge des Organischen Ediktes des Innenministers Maximilian von Montgelas in Bayern die Bildung von Gemeinden. Dabei wurde das Landgericht Nabburg zunächst in landgerichtische Obmannschaften geteilt. Eixlberg kam zur Obmannschaft Iffelsdorf. Zur Obmannschaft Iffelsdorf gehörten: Iffelsdorf, Untersteinbach, Haindorf, Obersteinbach, Fraunberg, Ragenhof, Friedersdorf, Nessating, Döllnitz, Döllnitzmühle und Eixlberg.
Dann wurden 1811 in Bayern Steuerdistrikte gebildet. Dabei kam Eixlberg zum Steuerdistrikt Iffelsdorf. Der Steuerdistrikt Iffelsdorf bestand aus den beiden Dörfern Iffelsdorf und Untersteinbach, der Einöde Ziegelhof, der Wallfahrtskirche St. Barbara auf dem Eixlberg und den Staatswaldungen Eixlberg und Künstlberg, der Pfreimder Kirchwaldung im Kulm und dem Nabburger Spitalholz. Er hatte 43 Häuser, 285 Seelen, 160 Morgen Äcker, 60 Morgen Wiesen, 550 Morgen Holz, 2 Weiher, 20 Morgen öde Gründe und Wege, 4 Pferde, 60 Ochsen, 36 Kühe, 30 Stück Jungvieh, 80 Schafe und 36 Schweine.
Schließlich wurde 1818 mit dem Zweiten Gemeindeedikt die übertriebene Zentralisierung weitgehend rückgängig gemacht und es wurden relativ selbständige Landgemeinden mit eigenem Vermögen gebildet, über das sie frei verfügen konnten. Hierbei kam Eixlberg zur Ruralgemeinde Iffelsdorf. Die Gemeinde Iffelsdorf bestand aus den Ortschaften Iffelsdorf mit 27 Familien, Untersteinbach mit 26 Familien, Ziegelhütte mit 1 Familie, Eixlberg mit 1 Familie, Fraunberg mit 6 Familien, Ragenhof mit 8 Familien und Obersteinbach mit 8 Familien. 1972 wurde die Gemeinde Iffelsdorf in die Gemeinde Pfreimd eingegliedert.
Die Wallfahrtskirche St. Barbara auf dem Eixlberg ist Filialkirche der Pfarrei Pfreimd. Etwas unterhalb der Kirche steht ein Mesnerhaus. Es wurde teilweise vom Mesner mit seiner Familie bewohnt, teilweise aber auch von Eremiten, die gleichzeitig als Mesner fungierten. 1972 wurde das Erdgeschoss zu einem Wanderheim des Oberpfälzer Waldvereins ausgebaut. 1975 wurde es eingeweiht und der Öffentlichkeit übergeben. Im oberen Stockwerk wohnte noch 1980 ein Eremit. Er hieß Frater Josef.

## Einwohnerentwicklung ab 1819
| Jahr | Einwohner | Gebäude |
| ---- | --------- | ------- |
| 1819 | 1 Familie | k. A.   |
| 1828 | 5         | 1       |
| 1838 | 6         | 1       |
| 1864 | 1         | 4       |
| 1875 | 1         | 6       |
| 1885 | 1         | 1       |
| 1900 | 1         | 1       |
| 1913 | 1         | 1       |

| Jahr | Einwohner | Gebäude |
| ---- | --------- | ------- |
| 1925 | 1         | 1       |
| 1950 | 3         | 1       |
| 1961 | 2         | 1       |
| 1964 | 2         | 1       |
| 1970 | 1         | k. A.   |
| 1987 | 0         | 0       |
| 2011 | 0         | k. A.   |

## Sehenswürdigkeiten
Auf dem Eixlberg befinden sich die Katholische Wallfahrtskirche St. Barbara und die Loretto-Kapelle. Beide Bauwerke stammen aus dem 17. Jahrhundert und stehen zusammen mit ihrer Ausstattung unter Denkmalschutz.
Die Barbarakirche ist eine Wandpfeilerkirche mit eingezogenem Polygonalchor und Satteldach. Sie hat einen Chorflankenturm mit Zwiebelhaube. Ihre Denkmalnummer ist D-3-76-153-42.
Die Loretto-Kapelle ist ein rechteckiger Satteldachbau mit Tonnengewölbe. An der Südseite dient ein architraviertes Portal mit Dreiecksgiebel als Eingang. Als Fassadengliederung dienen Lisenen und Gurtgesimse. Ihre Denkmalnummer ist D-3-76-153-43.

## Tourismus
Mehrere Wanderwege führen auf den Eixlberg. Neben der Wallfahrtskirche und der Lorettokapelle gibt es das ehemalige Mesnerhaus. Dieses diente bis in das 20. Jahrhundert verschiedenen Eremiten als Wohnhaus. In seinem Erdgeschoss befindet sich ein Restaurant und Wanderheim.